# Ana de Albuquerque Melo
Anna de Albuquerque Mello (Rio de Janeiro, 1900-1996), pianista clássica da orquestra Brunswick Records. Considerada cantora de voz mezzo soprano, foi convidada por essa gravadora para cantar músicas que refletissem a brasilidade, inserindo-se no movimento modernista.
Atuou entre 1929 e 1931 na gravadora Brunswick, tendo lançado seu primeiro disco ainda em 1929. Possui oito discos, com 15 músicas cada.  
A revista Phono-Arte, especializada em discos lançados no mercado brasileiro, publicava em 28 de fevereiro de 1930, número 38, as obras que seriam lançadas pela gravadora Brunswick em março de 1930. Anna de Albuquerque Mello faz parte dessa publicação. 
Brunswick vendeu o selo para a Warner Brothers, depois MCA, atual Universal Music. Todos os artistas anteriores a 1956 não estão catalogados pela Brunswick Records. 
Anna de Albuquerque Mello, seu nome artístico, é da família tradicional pernambucana Cavalcanti de Albuquerque. Teve dois filhos e uma neta, a museóloga e mestre em C&T Barbara Groth.  

## Discografia
- Prece da saudade/Você
- Minha lágrima/Vou juntar meus trapinhos
- Miau-miau
- Ceci moderna/Um sonho que se apaga
- Páginas do coração/Amor cruel? Passo
- Fandango/Di manhã
- Os olhos do cego/Sonhos de amor
- Faz hoje um ano/Tu não me queres bem